# Пшитукі
Пшитукі (пол. Przytuki) — село в Польщі, у гміні Клечев Конінського повіту Великопольського воєводства.
Населення — 185 осіб (2011).
У 1975-1998 роках село належало до Конінського воєводства.

## Демографія
Демографічна структура станом на 31 березня 2011 року:
|          | Загалом | Допрацездатний вік | Працездатний вік | Постпрацездатний вік |
| -------- | ------- | ------------------ | ---------------- | -------------------- |
| Чоловіки | 97      | 32                 | 58               | 7                    |
| Жінки    | 88      | 22                 | 51               | 15                   |
| Разом    | 185     | 54                 | 109              | 22                   |